# NGC 3549
إن جي سي 3549 التي يرمز لها بالرمز NGC 3549، هي مجرة، في كوكبة الدب الأكبر.

## الاكتشاف
اكتشفت في 12 أبريل 1789، بواسطة ويليام هيرشل.